# ادستون
ادستون (به انگلیسی: Adstone) یک روستا و محله مدنی در بریتانیا است که در ساوت نورتهمپتونشایر واقع شده‌است. ادستون ۶۵ نفر جمعیت دارد.